# Strada europea E70

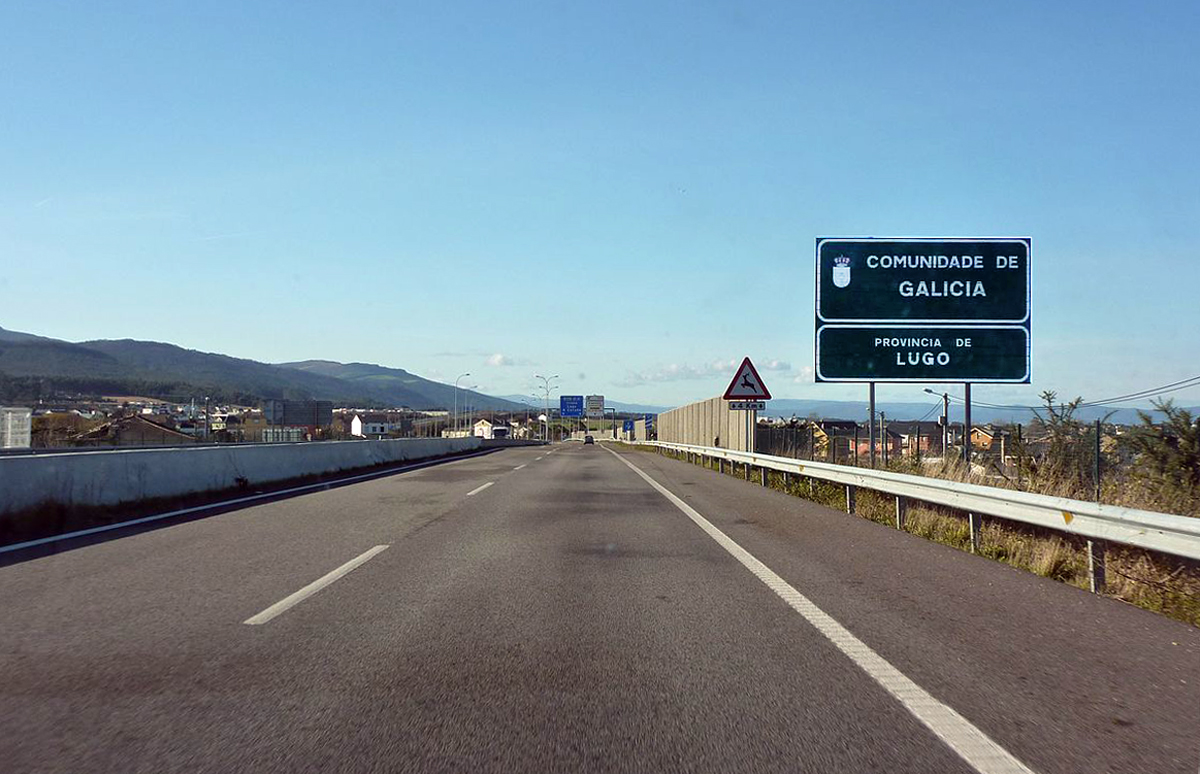
Confine della Galizia

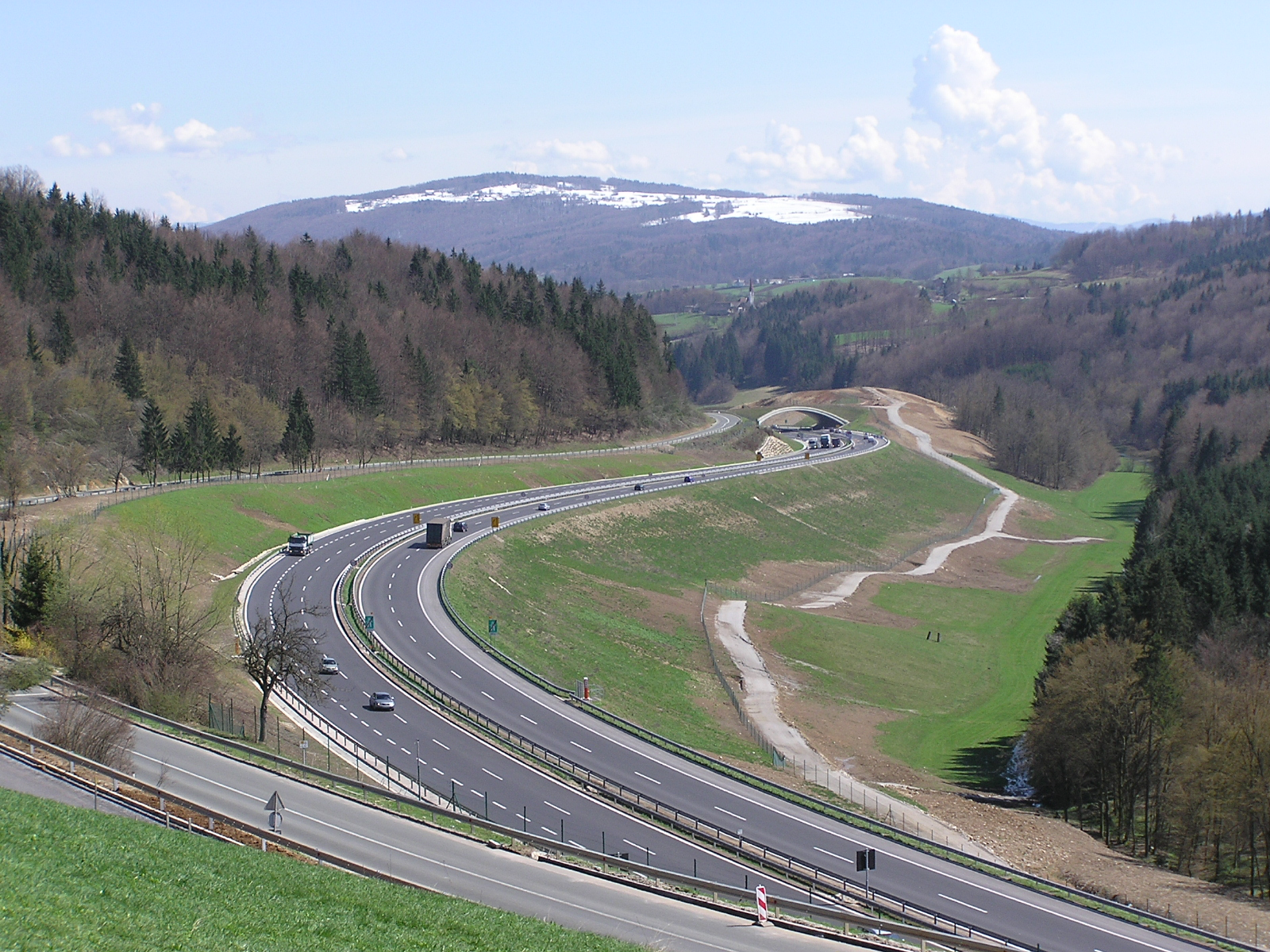
E70 in Slovenia

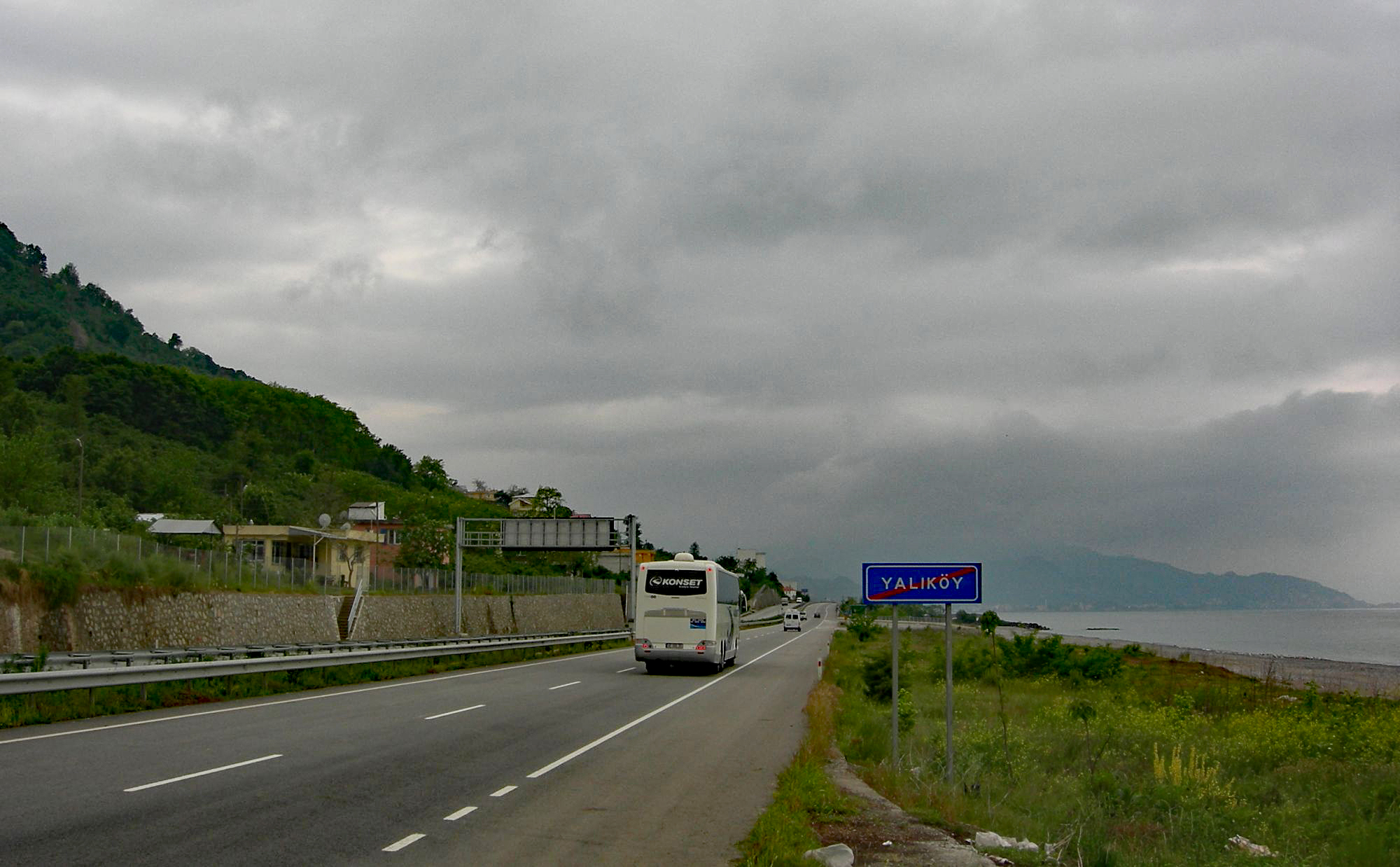
E70 in Turchia

La strada europea E70  è una strada di classe A e, come si evince dal numero, è una dorsale Ovest-Est. Attraversa i territori di dieci nazioni europee e include un attraversamento marittimo, da Varna, in Bulgaria, a Samsun, in Turchia.
In particolare la E70 collegava inizialmente La Coruña, in Spagna, a Trebisonda nella parte asiatica della Turchia, con un percorso lungo 5114 km, attraverso Francia, Italia, Slovenia, Croazia, Serbia, Romania e Bulgaria.
Il percorso è stato in seguito esteso oltre il territorio turco, fino a raggiungere il Caucaso e in particolare la Georgia, fino alla città di Poti.

## Itinerario

### Spagna
circa 686 km
- Autovía A-6: La Coruña - Begonte-Baamonde (73 km)
- N-634: Begonte-Baamonde - Valdés (146 km)
- N-632: Valdés - Avilés (61 km)
- Autovía A-8: Avilés - Serin (10 km)
- Autovía A-66: Serin - Oviedo (13 km)
- Autovía A-64: Oviedo - innesto sull'A-8 (28 km)
- Autovía A-8: innesto sull'A-64 - Torrelavega - Castro-Urdiales - Bilbao - San Sebastián/Donostia - Irun - Francia (peáge de Biriatou) (360 km)

### Francia
circa 989 km
- A-63/N-10: Spagna - Biarritz - Bayonne - Bordeaux (216 km)
- N-89/A-89: Bordeaux - Brive-la-Gaillarde - Clermont-Ferrand (373 km)
- A-72: Clermont-Ferrand - Saint-Étienne (139 km)
- A-47: Saint-Étienne - Lione (58 km)
- A-43: Lione - Chambéry - Traforo stradale del Frejus - Italia (197 km)

### Italia
circa 650 km
- A32: Francia - Torino (73 km)
- A55: Tangenziale Nord e Sud: Rivoli - Santena (3,5[1] + 26 km)
- A21: Torino - Piacenza - Brescia (238,3 km)
- A4: Brescia - Verona - Padova - pressi di Venezia - Trieste - Fernetti (confine con la Slovenia) (310 km)

### Slovenia
circa 186 km
- A3: Fernetti (confine con l'Italia) - Divaccia: (12 km)
- A1: Divaccia - Lubiana: (67 km)
- A2: Lubiana - Obrežje (confine con la Croazia): (107 km)

### Croazia
circa 306 km
- A3: Bregana - tangenziale di Zagabria - Ivanja Reka - Slavonski Brod - Županja - Lipovac (confine con la Serbia)

### Serbia
circa 205 km
- A3 Bajakovo - Belgrado (114 km)
- strada 10 Belgrado - Romania (91 km)

### Romania
circa 695 km
- Strada 59: Serbia - Timișoara (62 km)
- Timișoara - Lugoj - Caransebeș - Orșova - Drobeta-Turnu Severin (219 km)
- Strada 6: Drobeta-Turnu Severin - Filiași - Craiova (111 km)
- Strada 65: Craiova - Caracal - Roșiori de Vede - Alexandria (136 km/85 mi)
- Alexandria - Bucarest (89 km)
- Strada 5: Bucarest - Giurgiu - Bulgaria (52 km)

### Bulgaria
circa 186 km
- Strada 5 e A2: Romania - Ruse - Razgrad - Šumen - Varna: (186 km)
- attraversamento del Mar Nero in traghetto fino a Samsun, in Turchia

### Turchia
- da Samsun lungo la costa del Mar Nero attraverso Ordu e Trebisonda fino alla Georgia

### Georgia
- attraverso Batumi termina a Poti, sulla costa del Mar Nero